# Brachycephalus guarani
Brachycephalus guarani es una especie de anfibio anuro de la familia Brachycephalidae.

## Distribución geográfica
Esta especie es endémica del estado de São Paulo en Brasil. Fue descubierto en Ubatuba a 922 m sobre el nivel del mar.

## Descripción
Esta especie mide de 8 a 13 mm.

## Publicación original
- Clemente-Carvalho, Giaretta, Condez, Haddad & Dos Reis, 2012: A new species of miniaturized toadlet genus Brachycephalus (Anura: Brachycephalidae) from the Atlantic forest of southeastern Brazil. Herpetologica, vol. 68, n.º 3, p. 365-374.[2]